# 朱爾日夫卡
48°55′53″N 27°5′56″E / 48.93139°N 27.09889°E
朱爾日夫卡（烏克蘭語：Джуржівка），是烏克蘭西部的村莊，隸屬赫梅利尼茨基州的卡緬涅茨-波多利斯基區。該村始建於1561年，面積1.51平方公里，海拔高度171米，2001年人口192，人口密度每平方公里126.9人。